# NGC 137
NGC 137 è una galassia lenticolare situata nella costellazione dei Pesci.

## Scoperta
NGC 137 è stata scoperta il 23 novembre 1785 dall'astronomo britannico William Herschel che la definì "debole, con una figura irregolare, un po' più brillante al centro".